# Bristol Rovers FC
A Bristol Rovers FC egy angol labdarúgóklub Horfield-ben, Bristol egyik kerületében. Stadionjuk a Memorial Stadium, ami 12 011 néző befogadására alkalmas. Jelenleg a League One-ban szerepelnek.
A klubot 1883-ban alapították meg akkor még Black Arabs FC-ként, az elkövetkezendő években hívták őket Eastville Roversként és Bristol Eastville Roversként, végül 1898-ban véglegesen megváltoztatták a nevüket Bristol Roversre.
A klub hivatalos beceneve a The Pirates, azaz A Kalózok mivel Bristol tengerparti város. A klub helyi beceneve a The Gas a helyi gázművek miatt, amely a korábbi otthonuk szomszédságában, az Eastville Stadium mellett volt. A fő riválisaik a Bristol City, a Cardiff City és a Swindon Town.
Utánpótlás Központ.
A legsikeresebb utánpótlás játékosuk Scott Sinclair aki 2005-ben írt alá a Chelsea-hez.
A jelenlegi keret tagjai: Chris Lines, Ben Swallow, Charlie Reece, Eliot Richards, Charlie Clough és Mike Green. Minden Akadémián végzett játékos kereshet profi szerződést.

## Játékosok
2010. március 5.-ei adatok szerint
| #  |     | Poszt | Név                                                |
| -- | --- | ----- | -------------------------------------------------- |
| 2  | ENG | V     | Carl Regan                                         |
| 3  | ENG | KP    | Mark Wright                                        |
| 4  | ENG | KP    | Chris Lines                                        |
| 5  | ENG | V     | Danny Coles                                        |
| 6  | ENG | V     | Steve Elliott                                      |
| 7  | SCO | KP    | Stuart Campbell (Csapatkapitány)                   |
| 8  | ENG | CS    | Andy Williams                                      |
| 9  | IRL | CS    | Paul Heffernan (kölcsönben a Doncaster Rovers-től) |
| 11 | NIR | KP    | Jeff Hughes                                        |
| 14 | WAL | KP    | David Pipe                                         |
| 15 | WAL | V     | Byron Anthony                                      |
| 16 | ENG | KP    | Dominic Blizzard                                   |
| 17 | GHA | CS    | Jo Kuffour                                         |
| 20 | ENG | KP    | Charlie Reece                                      |
| 21 | ENG | CS    | Charlie Clough                                     |

| #  |     | Poszt | Név                                        |
| -- | --- | ----- | ------------------------------------------ |
| 23 | WAL | KP    | Ben Swallow                                |
| 24 | ENG | V     | Alex Kite                                  |
| 25 | ENG | V     | James Tyrell                               |
| 26 | ENG | KP    | Wayne Brown (kölcsönben a Fulham-től)      |
| 27 | DEN | K     | Mikkel Andersen (kölcsönben a Reading-től) |
| 28 | ENG | CS    | Elliot Richards                            |
| 29 | ENG | CS    | Neikell Plummer                            |
| 30 | ENG | V     | Dan Cayford                                |
| 31 | ENG | V     | Mark Cooper                                |
| 33 | ENG | CS    | Ollie Clarke                               |
| 34 | ENG | KP    | George Booth                               |
| 35 | ENG | KP    | Steve Kingdon                              |
| 46 | ENG | K     | Rob Holmes                                 |
| 48 | ENG | V     | Daniel Jones (kölcsönben a Wolves-tól)     |
| 51 | ENG | K     | Rhys Evans                                 |

### Kölcsönben szereplő játékosok
| #  |     | Poszt | Név                                               |
| -- | --- | ----- | ------------------------------------------------- |
| 1  | ENG | K     | Steve Phillips (kölcsönben a Crewe Alexandra-nál) |
| 10 | SCO | CS    | Darryl Duffy (kölcsönben a Carlisle United-nál)   |
| 18 | ENG | CS    | Ben Hunt (kölcsönben a Gloucester City-nél)       |

| #  |     | Poszt | Név                                              |
| -- | --- | ----- | ------------------------------------------------ |
| 19 | ENG | CS    | Sean Rigg (kölcsönben a Port Vale-nél)           |
| 22 | ENG | KP    | Joe White (kölcsönben a Paulton Rovers-nél)      |
| 32 | ENG | V     | Aaron Lescott (kölcsönben a Cheltenham Town-nál) |

### Edzők
| 1899–1920 | Alfred Homer      |
| 1920–21   | Ben Hall          |
| 1921–26   | Andrew Wilson     |
| 1926–29   | Joe Palmer        |
| 1929–30   | David McLean      |
| 1930–36   | Albert Prince-Cox |
| 1936–37   | Percy Smith       |
| 1938–50   | Brough Fletcher   |
| 1950–68   | Bert Tann         |
| 1968–69   | Fred Ford         |
| 1969–72   | Bill Dodgin, Sr.  |
| 1972–77   | Don Megson        |
| 1977–79   | Bobby Campbell    |
| 1979–80   | Harold Jarman     |
| 1980–81   | Terry Cooper      |
| 1981      | Ron Gingell       |
| 1981–83   | Bobby Gould       |
| 1983–85   | David Williams    |

| 1985–87   | Bobby Gould                      |
| 1987–91   | Gerry Francis                    |
| 1991      | Martin Dobson                    |
| 1991–92   | Dennis Rofe                      |
| 1992–93   | Malcolm Allison                  |
| 1993      | Steve Cross                      |
| 1993–96   | John Ward                        |
| 1996–2001 | Ian Holloway                     |
| 2001      | Garry Thompson                   |
| 2001      | Gerry Francis                    |
| 2001–02   | Garry Thompson                   |
| 2002      | Phil Bater                       |
| 2002–04   | Ray Graydon                      |
| 2004      | Phil Bater                       |
| 2004      | Russell Osman & Kevan Broadhurst |
| 2004–05   | Ian Atkins                       |
| 2005–     | Paul Trollope                    |

## Sikerei
- Southern Football League Győztes: 1904-05
- Football League Third Division South Győztes: 1952-53
- Football League Third Division Győztes: 1989-90
- League Two Play-off győztes: 2006-07
- Football League Third Division South Cup Győztes: 1934-35
- Watney Cup Győztes: 1972
- Football League Trophy, Döntős: 1989-90, 2006-07
- Gloucestershire Cup Győztes 32-szer: 1888-89, 1902-03, 1904-05, 1913-14, 1924-25, 1927-28, 1934-35, 1935-36, 1937-38, 1947-48, 1948-49, 1950-51, 1953-54, 1954-55, 1955-56, 1958-59, 1962-63, 1963-64, 1964-65, 1965-66, 1967-68, 1973-74, 1974-75, 1981-82, 1982-83, 1983-84, 1984-85, 1988-89, 1989-90, 1992-93, 1993-94, 1994-95

## Rekordok
Legnagyobb bajnokságbeli győzelem
- - 7–0 (v Brighton & Hove Albion, 1952 november 29.)
  - 7–0 (v Swansea City, 1954 október 2.)
  - 7–0 (v Shrewsbury Town, 1964 március 21.)
- Legnagyobb kupa győzelem:
  - 6–0 (v Merthyr Tydfil, 1987 november 14.)
  - 15–1 (v Weymouth, 1900 november 17.)
- Legnagyobb bajnokságbeli vereség: 0–12 (v Luton Town, 1936 április 13.)

### Játékosok
- Legtöbb mérkőzés: 546 - Stuart Taylor, 1966 - 1980
- Legtöbb gól: 242 - Geoff Bradford, 1949 - 1964
- Legtöbb gólt lövő játékos egy szezonban: 33 - Geoff Bradford, 1952-53

### Egyéb
- Rekord nézőszám: 38 472 (v Preston North End, FA-kupa, 1960 január 30.

## Külső hivatkozások
- Hivatalos weboldal
- Szurkolói oldal Archiválva 2007. június 8-i dátummal a Wayback Machine-ben